# Kateřina Thökölyová
Hraběnka Kateřina Thökölyová (maďarsky Thököly Katalin, 18. dubna 1655, Kežmarok – 26. ledna 1701, Gattendorf) byla uherská šlechtična z rodu Thökölyů, dcera Štěpána II., majitele statků v Horních Uhrách.

## Život
Kateřina Thökölyová se narodila 18. dubna 1655 v Kežmarku jako dcera Štěpána II. z Thököly a jeho manželky Marie, rozené Gyulaffyové. Ta zemřela ve věku 22 let.
Otec Štěpán II. Thököly byl v roce 1670 odsouzen za účast na spiknutí proti císaři Leopoldovi I. a navzdory popírání viny a složení přísahy věrnosti panovníkovi, byl jeho majetek zabaven. Thököly se stal symbolickou postavou Wesselényiho povstání proti Habsburkům. 28. listopadu byl 1670 obléhán císařským vojskem na Oravském hradě, kam se stáhl se svými dětmi. Těžce nemocný Štěpán Thököly zemřel 4. prosince a obránci 10. prosince otevřeli útočníkům brány hradu. Zatímco Štěpánův bratr Imrich Thököly z hradu uprchl s otcovými stoupenci, Kateřina a její dvě sestry, Marie a Eva, byly zajaty.

## První manželství
V době před zahájením obléhání Oravského hradu v roce 1670 byla Kateřina Thökölyová již několik dní vdaná. 15. listopadu se na hradě provdala za generála Františka Esterházyho (1641–1683), mladšího bratra knížete Pavla I. Esterházyho (od roku 1681 palatina). Z jejich manželství se narodilo devět dětí, z nichž šest dosáhlo dospělosti:
- Mária Rozália Esterházy (2. ledna 1672,Pápa – 28. září 1689), manželka Františka Batthyányho († 1717)
- Barbora Esterházyová (1673 – 10. září 1733, Varaždín)
- Kristýna Esterházyová (1674 – 1717)
- Antonín Esterházy (3. února 1676, Pápa – 8. srpna 1722, Rodostó/Tekirdağ), generál kuruců. V roce 1704 se aktivně zapojil do Rákócziho povstání.
- József Esterházy (31. května 1682 – 10. května 1748), chorvatsko-dalmatský bán, zemský soudce
- František Esterházy (1683 – 25. listopadu 1754), ministr financí, vrchní župan Boršodského kraje

František Esterházy zemřel 16. října 1683. Po jeho smrti převzala správu esterházyovských statků.

## Druhé manželství
Podruhé se provdala pravděpodobně ve druhé polovině 80. let 17. století za Maxmiliána Jörgerela. Ten zemřel roku 1698.

## Třetí manželství
Kateřina se ještě téhož roku nebo o rok později provdala potřetí za radního dvorní komory Jana Jakuba Löwenburga. S ním nechala v roce 1701 vztyčit sochu Nejsvětější Trojice v Šoproni jako díky za to, že v letech 1695-1701 unikli moru.

## Závěr života
Hraběnka Kateřina Thökölyová zemřela 26. ledna 1701 v Gatě (dnes Gattendorf v Burgenlandsku).